# Nitrofos
Nitrofos – nawóz mineralny typu NP zawierający azot i fosfor w postaci przyswajalnej przez rośliny. W zależności od metody wytwarzania 7-20% azotu w postaci soli amonowych lub azotanów, 14-20% tlenku fosforu(V) w postaci fosforanów.
W Polsce nawóz ten nie jest produkowany.

## Otrzymywanie
Nawóz jest otrzymywany przez rozkład fosforytów pod wpływem kwasu azotowego, a następnie produkt wysycany jest amoniakiem.